# Cantonul Aunay-sur-Odon
Cantonul Aunay-sur-Odon este un canton din arondismentul Vire, departamentul Calvados, regiunea Basse-Normandie, Franța.

## Comune
| Comune                    | Populație (1999) | Cod poștal | Cod INSEE |
| ------------------------- | ---------------- | ---------- | --------- |
| Aunay-sur-Odon            | 3 158            | 14260      | 14027     |
| Bauquay                   | 275              | 14260      | 14056     |
| La Bigne                  | 201              | 14260      | 14073     |
| Brémoy                    | 214              | 14260      | 14096     |
| Cahagnes                  | 1 379            | 14240      | 14120     |
| Coulvain                  | 373              | 14310      | 14188     |
| Dampierre                 | 117              | 14350      | 14217     |
| Danvou-la-Ferrière        | 167              | 14770      | 14219     |
| Jurques                   | 670              | 14260      | 14347     |
| Les Loges                 | 133              | 14240      | 14374     |
| Le Mesnil-Auzouf          | 358              | 14260      | 14413     |
| Ondefontaine              | 324              | 14260      | 14477     |
| Le Plessis-Grimoult       | 358              | 14770      | 14508     |
| Roucamps                  | 206              | 14260      | 14544     |
| Saint-Georges-d'Aunay     | 713              | 14260      | 14579     |
| Saint-Jean-des-Essartiers | 211              | 14350      | 14596     |
| Saint-Pierre-du-Fresne    | 195              | 14260      | 14650     |